# Francia en la Copa FIFA Confederaciones 2001
La Selección de fútbol de Francia fue uno de los 8 equipos participantes de la Copa FIFA Confederaciones 2001, que se llevó a cabo entre el 30 de mayo y el 10 de junio en Corea del sur y Japón.

## Preparación

### Partidos previos
Datos correspondientes al periodo entre la finalización de la Eurocopa 2000 y el inicio de la Copa FIFA Confederaciones 2001
| Fecha                   | Lugar       |           |                      | Resultado |                       |            |
| ----------------------- | ----------- | --------- | -------------------- | --------- | --------------------- | ---------- |
| 16 de agosto de 2000    | Marsella    | Francia   | Bandera de Francia   | 5:1       |                       | FIFA XI    |
| 1 de septiembre de 2000 | Saint-Denis | Francia   | Bandera de Francia   | 1:1       | Bandera de Inglaterra | Inglaterra |
| 3 de octubre de 2000    | Saint-Denis | Francia   | Bandera de Francia   | 1:1       | Bandera de Camerún    | Camerún    |
| 12 de octubre de 2000   | Gauteng     | Sudáfrica | Bandera de Sudáfrica | 0:0       | Bandera de Francia    | Francia    |
| 15 de noviembre de 2000 | Estambul    | Turquía   | Bandera de Turquía   | 0:4       | Bandera de Francia    | Francia    |
| 27 de febrero de 2001   | Saint-Denis | Francia   | Bandera de Francia   | 1:0       | Bandera de Alemania   | Ucrania    |
| 24 de marzo de 2001     | Saint-Denis | Francia   | Bandera de Francia   | 5:0       | Bandera de Japón      | Japón      |
| 28 de marzo de 2001     | Valencia    | España    | Bandera de España    | 2:1       | Bandera de Francia    | Francia    |
| 25 de abril de 2001     | Saint-Denis | Francia   | Bandera de Francia   | 4:0       | Bandera de Portugal   | Portugal   |

#### Francia vs Inglaterra
| 2 de septiembre de 2000 | Francia   | 1:1 (0:0) | Inglaterra | Stade de France, Saint-Denis                                     |                                                                  |
|                         | Petit 64' | Reporte   | Owen 86'   | Asistencia: 76,318 espectadores Árbitro(s): Juan Ansuátegui Roca | Asistencia: 76,318 espectadores Árbitro(s): Juan Ansuátegui Roca |

| Uniformes | Uniformes |
| --------- | --------- |
|           |           |

#### Francia vs Camerún
| 4 de octubre de 2000 | Francia     | 1:1 (1:1) | Camerún    | Stade de France, Saint-Denis                              |                                                           |
|                      | Wiltord 19' | Reporte   | M'Boma 44' | Asistencia: 63,704 espectadores Árbitro(s): Michel Piraux | Asistencia: 63,704 espectadores Árbitro(s): Michel Piraux |

| Uniformes | Uniformes |
| --------- | --------- |
|           |           |

#### Sudáfrica vs Francia
| 7 de octubre de 2000 | Sudáfrica | 0:0 (0:0) | Francia | Estadio Ellis Park, Johannesburgo                              |  |
|                      |           |           |         | Asistencia: 33,200 espectadores Árbitro(s): Jelas Ntebu Masole |  |

| Uniformes | Uniformes |
| --------- | --------- |
|           |           |

#### Turquía vs Francia
| 15 de noviembre de 2000 | Turquía | 0:4 (0:3) | Francia                                               | Estadio BJK İnönü, Estambul                                    |                                                                |
|                         |         | Reporte   | Trezeguet 14' · Wiltord 21' · Micoud 43' · Robert 74' | Asistencia: 15,000 espectadores Árbitro(s): Georgios Borovilos | Asistencia: 15,000 espectadores Árbitro(s): Georgios Borovilos |

| Uniformes | Uniformes |
| --------- | --------- |
|           |           |

#### Francia vs Alemania
| 27 de febrero de 2001 | Francia    | 1:0 (1:0) | Alemania | Stade de France, Saint-Denis                                    |                                                                 |
|                       | Zidane 26' | Reporte   |          | Asistencia: 77,929 espectadores Árbitro(s): Alfredo Trentalange | Asistencia: 77,929 espectadores Árbitro(s): Alfredo Trentalange |

| Uniformes | Uniformes |
| --------- | --------- |
|           |           |

#### Francia vs Japón
| 23 de marzo de 2001 | Francia                                                         | 5:0 (2:0) | Japón | Stade de France, Saint-Denis                              |                                                           |
|                     | Zidane 10' (pen.) · Henry 12' · Wiltord 56' · Trezeguet 63' 69' |           |       | Asistencia: 77,888 espectadores Árbitro(s): Dieter Schoch | Asistencia: 77,888 espectadores Árbitro(s): Dieter Schoch |

| Uniformes | Uniformes |
| --------- | --------- |
|           |           |

#### España vs Francia
| 28 de marzo de 2001 | España                       | 2:1 (1:0) | Francia       | Estadio de Mestalla, Valencia                                     |                                                                   |
|                     | Helguera 40' · Morientes 48' | Reporte   | Trezeguet 84' | Asistencia: 35,000 espectadores Árbitro(s): Lutz-Michael Fröhlich | Asistencia: 35,000 espectadores Árbitro(s): Lutz-Michael Fröhlich |

| Uniformes | Uniformes |
| --------- | --------- |
|           |           |

#### Francia vs Portugal
| 25 de abril de 2001 | Francia                                                    | 4:0 (3:0) | Portugal | Stade de France, Saint-Denis                             |                                                          |
|                     | Wiltford 16' · Silvestre 32' · Henry 34' · Djorkaeff 80' · | Reporte   |          | Asistencia: 78,832 espectadores Árbitro(s): Hellmut Krug | Asistencia: 78,832 espectadores Árbitro(s): Hellmut Krug |

| Uniformes | Uniformes |
| --------- | --------- |
|           |           |

## Jugadores
| #  | Nombre             | Posición      | Edad | Club                  |
| -- | ------------------ | ------------- | ---- | --------------------- |
| 1  | Ulrich Ramé        | Portero       | 28   | Paris Saint-Germain   |
| 2  | Willy Sagnol       | Defensa       | 24   | FC Bayern de Múnich   |
| 3  | Bixente Lizarazu   | Defensa       | 31   | FC Bayern Múnich      |
| 4  | Patrick Vieira     | Mediocampista | 24   | Arsenal FC            |
| 5  | Nicolas Gillet     | Defensa       | 24   | FC Nantes             |
| 6  | Youri Djorkaeff    | Delantero     | 33   | FC Kaiserslautern     |
| 7  | Robert Pirès       | Mediocampista | 27   | Arsenal FC            |
| 8  | Marcel Desailly    | Defensa       | 32   | Chelsea FC            |
| 9  | Nicolas Anelka     | Delantero     | 22   | Paris Saint-Germain   |
| 10 | Éric Carrière      | Mediocampista | 28   | FC Nantes             |
| 11 | Sylvain Wiltord    | Delantero     | 27   | Arsenal FC            |
| 12 | Grégory Coupet     | Portero       | 24   | Olympique de Lyon     |
| 13 | Mikaël Silvestre   | Defensa       | 23   | Manchester United     |
| 14 | Frédéric Née       | Delantero     | 24   | SC Bastia             |
| 15 | Jérémie Bréchet    | Mediocampista | 21   | Olympique de Lyon     |
| 16 | Olivier Dacourt    | Mediocampista | 26   | Leeds United FC       |
| 17 | Steve Marlet       | Delantero     | 27   | Olympique de Lyon     |
| 18 | Frank Leboeuf      | Defensa       | 33   | Chelsea FC            |
| 19 | Christian Karembeu | Defensa       | 30   | Middlesbrough FC      |
| 20 | Zoumana Camara     | Defensa       | 22   | Olympique de Marsella |
| 21 | Christophe Dugarry | Delantero     | 29   | Girondins de Burdeos  |
| 22 | Laurent Robert     | Mediocampista | 26   | Paris Saint-Germain   |
| 23 | Mickaël Landreau   | Portero       | 22   | FC Nantes             |
| DT | Roger Lemerre      |               |      |                       |

## Participación

### Grupo A
| Equipo        | Pts | PJ | G | E | P | GF | GC | DG |
| ------------- | --- | -- | - | - | - | -- | -- | -- |
| Francia       | 6   | 3  | 2 | 0 | 1 | 9  | 1  | +8 |
| Australia     | 6   | 3  | 2 | 0 | 1 | 3  | 1  | +2 |
| Corea del Sur | 6   | 3  | 2 | 0 | 1 | 3  | 6  | -3 |
| México        | 0   | 3  | 0 | 0 | 3 | 1  | 8  | -7 |

#### Corea del Sur - Francia
| 30 de mayo de 2001, 17:00 | Corea del Sur | 0:5 (0:3) | Francia                                                           | Estadio Mundialista de Daegu, Daegu                           |                                                               |
|                           |               | Reporte   | Marlet 9' · Vieira 19' · Anelka 34' · Djorkaeff 80' · Wiltord 90' | Asistencia: 61 500 espectadores Árbitro(s): Gamal Al-Ghandour | Asistencia: 61 500 espectadores Árbitro(s): Gamal Al-Ghandour |

| 1          | Guardameta     | Lee Woon-jae   |     |
| 3          | Defensa        | Choi Sung-yong |     |
| 20         | Defensa        | Hong Myung-bo  |     |
| 7          | Defensa        | Kim Tae-young  | 76' |
| 15         | Defensa        | Lee Min-sung   |     |
| 19         | Defensa        | Lee Young-Pyo  | 46' |
| 4          | Centrocampista | Song Chong-Gug |     |
| 6          | Centrocampista | Yoo Sang-chul  |     |
| 21         | Centrocampista | Park Ji-Sung   |     |
| 22         | Centrocampista | Ko Jong-soo    | 71' |
| 11         | Delantero      | Seol Ki-hyeon  |     |
| Entrenador | Entrenador     | Guus Hiddink   |     |

| 16         | Guardameta     | Ulrich Ramé        |     |
| 2          | Defensa        | Willy Sagnol       |     |
| 3          | Defensa        | Bixente Lizarazu   |     |
| 8          | Defensa        | Marcel Desailly    |     |
| 13         | Defensa        | Mikaël Silvestre   |     |
| 4          | Centrocampista | Patrick Vieira     |     |
| 7          | Centrocampista | Robert Pirès       | 83' |
| 10         | Centrocampista | Éric Carrière      |     |
| 17         | Delantero      | Steve Marlet       | 67' |
| 9          | Delantero      | Nicolas Anelka     |     |
| 21         | Delantero      | Christophe Dugarry | 73' |
| Entrenador | Entrenador     | Roger Lemerre      |     |

| 18 | Delantero      | Hwang Sun-hong | 46' |
| 16 | Delantero      | Ahn Hyo-yeon   | 71' |
| 17 | Centrocampista | Ha Seok-ju     | 76' |

| 11 | Delantero      | Sylvain Wiltord | 67' |
| 6  | Delantero      | Youri Djorkaeff | 73' |
| 16 | Centrocampista | Olivier Dacourt | 83' |

| Anotado | 9'    | Steve Marlet    | 0-1 |
| Anotado | 19'   | Patrick Vieira  | 0-2 |
| Anotado | 34'   | Nicolas Anelka  | 0-3 |
| Anotado | 80'   | Youri Djorkaeff | 0-4 |
| Anotado | 90+2' | Sylvain Wiltord | 0-5 |

| Árbitro             | Gamal Al-Ghandour |
| Árbitros asistentes | Dramane Dante     |
| Árbitros asistentes | Michael Ragoonath |

| 1          | Guardameta     | Lee Woon-jae   |     |
| 3          | Defensa        | Choi Sung-yong |     |
| 20         | Defensa        | Hong Myung-bo  |     |
| 7          | Defensa        | Kim Tae-young  | 76' |
| 15         | Defensa        | Lee Min-sung   |     |
| 19         | Defensa        | Lee Young-Pyo  | 46' |
| 4          | Centrocampista | Song Chong-Gug |     |
| 6          | Centrocampista | Yoo Sang-chul  |     |
| 21         | Centrocampista | Park Ji-Sung   |     |
| 22         | Centrocampista | Ko Jong-soo    | 71' |
| 11         | Delantero      | Seol Ki-hyeon  |     |
| Entrenador | Entrenador     | Guus Hiddink   |     |

| 16         | Guardameta     | Ulrich Ramé        |     |
| 2          | Defensa        | Willy Sagnol       |     |
| 3          | Defensa        | Bixente Lizarazu   |     |
| 8          | Defensa        | Marcel Desailly    |     |
| 13         | Defensa        | Mikaël Silvestre   |     |
| 4          | Centrocampista | Patrick Vieira     |     |
| 7          | Centrocampista | Robert Pirès       | 83' |
| 10         | Centrocampista | Éric Carrière      |     |
| 17         | Delantero      | Steve Marlet       | 67' |
| 9          | Delantero      | Nicolas Anelka     |     |
| 21         | Delantero      | Christophe Dugarry | 73' |
| Entrenador | Entrenador     | Roger Lemerre      |     |

| 18 | Delantero      | Hwang Sun-hong | 46' |
| 16 | Delantero      | Ahn Hyo-yeon   | 71' |
| 17 | Centrocampista | Ha Seok-ju     | 76' |

| 11 | Delantero      | Sylvain Wiltord | 67' |
| 6  | Delantero      | Youri Djorkaeff | 73' |
| 16 | Centrocampista | Olivier Dacourt | 83' |

| Anotado | 9'    | Steve Marlet    | 0-1 |
| Anotado | 19'   | Patrick Vieira  | 0-2 |
| Anotado | 34'   | Nicolas Anelka  | 0-3 |
| Anotado | 80'   | Youri Djorkaeff | 0-4 |
| Anotado | 90+2' | Sylvain Wiltord | 0-5 |

| Árbitro             | Gamal Al-Ghandour |
| Árbitros asistentes | Dramane Dante     |
| Árbitros asistentes | Michael Ragoonath |

#### Australia - Francia
| 1 de junio de 2001, 17:00 | Australia | 1:0 (0:0) | Francia | Estadio Mundialista de Daegu, Daegu                       |                                                           |
|                           | Zane 60'  | Reporte   |         | Asistencia: 44 400 espectadores Árbitro(s): Carlos Batres | Asistencia: 44 400 espectadores Árbitro(s): Carlos Batres |

| 1          | Guardameta     | Mark Schwarzer |     |
| 2          | Defensa        | Kevin Muscat   |     |
| 3          | Defensa        | Craig Moore    |     |
| 5          | Defensa        | Tony Vidmar    |     |
| 6          | Defensa        | Tony Popovic   |     |
| 8          | Defensa        | Stan Lazaridis |     |
| 4          | Centrocampista | Paul Okon      |     |
| 7          | Centrocampista | Josip Skoko    | 79' |
| 17         | Centrocampista | Steve Corica   |     |
| 10         | Centrocampista | Brett Emerton  |     |
| 20         | Delantero      | Clayton Zane   | 88' |
| Entrenador | Entrenador     | Frank Farina   |     |

| 12         | Guardameta     | Grégory Coupet     |     |
| 5          | Defensa        | Nicolas Gillet     |     |
| 18         | Defensa        | Frank Leboeuf      |     |
| 19         | Defensa        | Christian Karembeu |     |
| 20         | Defensa        | Zoumana Camara     |     |
| 15         | Centrocampista | Jérémie Bréchet    |     |
| 16         | Centrocampista | Olivier Dacourt    | 79' |
| 22         | Centrocampista | Laurent Robert     |     |
| 14         | Delantero      | Frédéric Née       | 71' |
| 6          | Delantero      | Youri Djorkaeff    | 88' |
| 11         | Delantero      | Sylvain Wiltord    |     |
| Entrenador | Entrenador     | Roger Lemerre      |     |

| 13 | Centrocampista | Mark Bresciano | 79' |
| 9  | Delantero      | John Aloisi    | 88' |

| 9 | Delantero      | Nicolas Anelka | 71' |
| 7 | Centrocampista | Robert Pirès   | 79' |
| 4 | Centrocampista | Patrick Vieira | 88' |

| Amonestado | 81' | Stan Lazaridis |
| Amonestado | 90' | John Aloisi    |

| Amonestado | 59'   | Frank Leboeuf |
| Amonestado | 90+1' | Robert Pirès  |

| Otorgado · Expulsado | 78' | Frank Leboeuf |

| Anotado | 60' | Clayton Zane | 1-0 |

| Árbitro             | Carlos Batres     |
| Árbitros asistentes | Mohamed Saeed     |
| Árbitros asistentes | Michael Ragoonath |

| 1          | Guardameta     | Mark Schwarzer |     |
| 2          | Defensa        | Kevin Muscat   |     |
| 3          | Defensa        | Craig Moore    |     |
| 5          | Defensa        | Tony Vidmar    |     |
| 6          | Defensa        | Tony Popovic   |     |
| 8          | Defensa        | Stan Lazaridis |     |
| 4          | Centrocampista | Paul Okon      |     |
| 7          | Centrocampista | Josip Skoko    | 79' |
| 17         | Centrocampista | Steve Corica   |     |
| 10         | Centrocampista | Brett Emerton  |     |
| 20         | Delantero      | Clayton Zane   | 88' |
| Entrenador | Entrenador     | Frank Farina   |     |

| 12         | Guardameta     | Grégory Coupet     |     |
| 5          | Defensa        | Nicolas Gillet     |     |
| 18         | Defensa        | Frank Leboeuf      |     |
| 19         | Defensa        | Christian Karembeu |     |
| 20         | Defensa        | Zoumana Camara     |     |
| 15         | Centrocampista | Jérémie Bréchet    |     |
| 16         | Centrocampista | Olivier Dacourt    | 79' |
| 22         | Centrocampista | Laurent Robert     |     |
| 14         | Delantero      | Frédéric Née       | 71' |
| 6          | Delantero      | Youri Djorkaeff    | 88' |
| 11         | Delantero      | Sylvain Wiltord    |     |
| Entrenador | Entrenador     | Roger Lemerre      |     |

| 13 | Centrocampista | Mark Bresciano | 79' |
| 9  | Delantero      | John Aloisi    | 88' |

| 9 | Delantero      | Nicolas Anelka | 71' |
| 7 | Centrocampista | Robert Pirès   | 79' |
| 4 | Centrocampista | Patrick Vieira | 88' |

| Amonestado | 81' | Stan Lazaridis |
| Amonestado | 90' | John Aloisi    |

| Amonestado | 59'   | Frank Leboeuf |
| Amonestado | 90+1' | Robert Pirès  |

| Otorgado · Expulsado | 78' | Frank Leboeuf |

| Anotado | 60' | Clayton Zane | 1-0 |

| Árbitro             | Carlos Batres     |
| Árbitros asistentes | Mohamed Saeed     |
| Árbitros asistentes | Michael Ragoonath |

#### Francia - México
| 3 de junio de 2001, 17:00 | Francia                                    | 4:0 (1:0) | México | Estadio Mundialista de Ulsan, Ulsan                     |                                                         |
|                           | Wiltord 8' · Carrière 62', 83' · Pirès 71' | Reporte   |        | Asistencia: 28 864 espectadores Árbitro(s): Ali Busjaim | Asistencia: 28 864 espectadores Árbitro(s): Ali Busjaim |

| 23         | Guardameta     | Mickaël Landreau |     |
| 2          | Defensa        | Willy Sagnol     |     |
| 3          | Defensa        | Bixente Lizarazu |     |
| 8          | Defensa        | Marcel Desailly  |     |
| 13         | Defensa        | Mikaël Silvestre |     |
| 4          | Centrocampista | Patrick Vieira   |     |
| 7          | Centrocampista | Robert Pirès     | 85' |
| 10         | Centrocampista | Éric Carrière    |     |
| 17         | Delantero      | Steve Marlet     | 64' |
| 9          | Delantero      | Nicolas Anelka   |     |
| 11         | Delantero      | Sylvain Wiltord  | 77' |
| Entrenador | Entrenador     | Roger Lemerre    |     |

| 1          | Guardameta     | Oswaldo Sánchez     |     |
| 2          | Defensa        | Claudio Suárez      |     |
| 5          | Defensa        | Duilio Davino       |     |
| 13         | Defensa        | Pável Pardo         |     |
| 17         | Defensa        | Octavio Valdez      |     |
| 6          | Centrocampista | Marco Antonio Ruiz  | 65' |
| 7          | Centrocampista | David Rangel        |     |
| 18         | Centrocampista | Cesáreo Victorino   | 76' |
| 15         | Centrocampista | Antonio de Nigris   | 46' |
| 20         | Centrocampista | Víctor Ruiz         |     |
| 9          | Delantero      | José Manuel Abundis |     |
| Entrenador | Entrenador     | Enrique Meza        |     |

| 22 | Centrocampista | Laurent Robert  | 64' |
| 6  | Delantero      | Youri Djorkaeff | 77' |
| 16 | Centrocampista | Olivier Dacourt | 85' |

| 10 | Delantero      | Jared Borgetti       | 46' |
| 19 | Centrocampista | Joaquín Reyes        | 65' |
| 8  | Centrocampista | Juan Pablo Rodríguez | 76' |

| Amonestado | 62' | Octavio Valdez |

| Anotado | 9'  | Sylvain Wiltord | 1-0 |
| Anotado | 63' | Éric Carrière   | 2-0 |
| Anotado | 72' | Robert Pirès    | 3-0 |
| Anotado | 84' | Éric Carrière   | 4-0 |

| Árbitro             | Ali Bujsaim   |
| Árbitros asistentes | Mohamed Saeed |
| Árbitros asistentes | Dramane Dante |

| 23         | Guardameta     | Mickaël Landreau |     |
| 2          | Defensa        | Willy Sagnol     |     |
| 3          | Defensa        | Bixente Lizarazu |     |
| 8          | Defensa        | Marcel Desailly  |     |
| 13         | Defensa        | Mikaël Silvestre |     |
| 4          | Centrocampista | Patrick Vieira   |     |
| 7          | Centrocampista | Robert Pirès     | 85' |
| 10         | Centrocampista | Éric Carrière    |     |
| 17         | Delantero      | Steve Marlet     | 64' |
| 9          | Delantero      | Nicolas Anelka   |     |
| 11         | Delantero      | Sylvain Wiltord  | 77' |
| Entrenador | Entrenador     | Roger Lemerre    |     |

| 1          | Guardameta     | Oswaldo Sánchez     |     |
| 2          | Defensa        | Claudio Suárez      |     |
| 5          | Defensa        | Duilio Davino       |     |
| 13         | Defensa        | Pável Pardo         |     |
| 17         | Defensa        | Octavio Valdez      |     |
| 6          | Centrocampista | Marco Antonio Ruiz  | 65' |
| 7          | Centrocampista | David Rangel        |     |
| 18         | Centrocampista | Cesáreo Victorino   | 76' |
| 15         | Centrocampista | Antonio de Nigris   | 46' |
| 20         | Centrocampista | Víctor Ruiz         |     |
| 9          | Delantero      | José Manuel Abundis |     |
| Entrenador | Entrenador     | Enrique Meza        |     |

| 22 | Centrocampista | Laurent Robert  | 64' |
| 6  | Delantero      | Youri Djorkaeff | 77' |
| 16 | Centrocampista | Olivier Dacourt | 85' |

| 10 | Delantero      | Jared Borgetti       | 46' |
| 19 | Centrocampista | Joaquín Reyes        | 65' |
| 8  | Centrocampista | Juan Pablo Rodríguez | 76' |

| Amonestado | 62' | Octavio Valdez |

| Anotado | 9'  | Sylvain Wiltord | 1-0 |
| Anotado | 63' | Éric Carrière   | 2-0 |
| Anotado | 72' | Robert Pirès    | 3-0 |
| Anotado | 84' | Éric Carrière   | 4-0 |

| Árbitro             | Ali Bujsaim   |
| Árbitros asistentes | Mohamed Saeed |
| Árbitros asistentes | Dramane Dante |

### Semifinales

#### Francia - Brasil
| 7 de junio de 2001, 20:00 | Francia                 | 2:1 (1:1) | Brasil    | Estadio Mundialista de Suwon, Suwon                           |                                                               |
|                           | Pirès 7' · Desailly 54' |           | Ramon 30' | Asistencia: 34 527 espectadores Árbitro(s): Gamal Al-Ghandour | Asistencia: 34 527 espectadores Árbitro(s): Gamal Al-Ghandour |

| 1          | Guardameta     | Ulrich Ramé        |     |
| 2          | Defensa        | Willy Sagnol       |     |
| 3          | Defensa        | Bixente Lizarazu   |     |
| 8          | Defensa        | Marcel Desailly    |     |
| 18         | Defensa        | Frank Leboeuf      |     |
| 19         | Centrocampista | Christian Karembeu |     |
| 4          | Centrocampista | Patrick Vieira     |     |
| 7          | Centrocampista | Robert Pirès       |     |
| 6          | Delantero      | Youri Djorkaeff    | 61' |
| 11         | Delantero      | Sylvain Wiltord    | 86' |
| 9          | Delantero      | Nicolas Anelka     |     |
| Entrenador | Entrenador     | Roger Lemerre      |     |

| 1          | Guardameta     | Dida                           |     |
| 2          | Defensa        | Zé María                       |     |
| 3          | Defensa        | Lúcio                          |     |
| 4          | Defensa        | Edmílson                       |     |
| 16         | Defensa        | Leonardo Lourenço Bastos       |     |
| 5          | Centrocampista | Léomar Leiria                  |     |
| 11         | Centrocampista | Carlos Miguel da Silva Júnior  | 69' |
| 18         | Centrocampista | Fábio Rochemback               |     |
| 20         | Centrocampista | Ramon Menezes                  |     |
| 21         | Delantero      | Washington Stecanela Cerqueira |     |
| 7          | Delantero      | Leandro Amaral                 | 56' |
| Entrenador | Entrenador     | Emerson Leão                   |     |

| 10 | Centrocampista | Éric Carrière  | 61' |
| 22 | Centrocampista | Laurent Robert | 86' |

| 8  | Centrocampista | Vampeta                 | 56' |
| 10 | Centrocampista | Robert da Silva Almeida | 69' |

| Amonestado | 29' | Christian Karembeu |
| Amonestado | 41' | Willy Sagnol       |
| Amonestado | 61' | Youri Djorkaeff    |
| Amonestado | 89' | Éric Carrière      |

| Amonestado | 20' | Leonardo Lourenço Bastos |
| Amonestado | 41' | Zé María                 |
| Amonestado | 76' | Léomar Leiria            |

| Anotado | 7'  | Robert Pirès    | 1-0 |
| Anotado | 54' | Marcel Desailly | 2-1 |

| Anotado | 30' | Ramón Menezes | 1-1 |

| Árbitro             | Gamal Al-Ghandour |
| Árbitros asistentes | Mohamed Saeed     |
| Árbitros asistentes | Egon Bereuter     |

| 1          | Guardameta     | Ulrich Ramé        |     |
| 2          | Defensa        | Willy Sagnol       |     |
| 3          | Defensa        | Bixente Lizarazu   |     |
| 8          | Defensa        | Marcel Desailly    |     |
| 18         | Defensa        | Frank Leboeuf      |     |
| 19         | Centrocampista | Christian Karembeu |     |
| 4          | Centrocampista | Patrick Vieira     |     |
| 7          | Centrocampista | Robert Pirès       |     |
| 6          | Delantero      | Youri Djorkaeff    | 61' |
| 11         | Delantero      | Sylvain Wiltord    | 86' |
| 9          | Delantero      | Nicolas Anelka     |     |
| Entrenador | Entrenador     | Roger Lemerre      |     |

| 1          | Guardameta     | Dida                           |     |
| 2          | Defensa        | Zé María                       |     |
| 3          | Defensa        | Lúcio                          |     |
| 4          | Defensa        | Edmílson                       |     |
| 16         | Defensa        | Leonardo Lourenço Bastos       |     |
| 5          | Centrocampista | Léomar Leiria                  |     |
| 11         | Centrocampista | Carlos Miguel da Silva Júnior  | 69' |
| 18         | Centrocampista | Fábio Rochemback               |     |
| 20         | Centrocampista | Ramon Menezes                  |     |
| 21         | Delantero      | Washington Stecanela Cerqueira |     |
| 7          | Delantero      | Leandro Amaral                 | 56' |
| Entrenador | Entrenador     | Emerson Leão                   |     |

| 10 | Centrocampista | Éric Carrière  | 61' |
| 22 | Centrocampista | Laurent Robert | 86' |

| 8  | Centrocampista | Vampeta                 | 56' |
| 10 | Centrocampista | Robert da Silva Almeida | 69' |

| Amonestado | 29' | Christian Karembeu |
| Amonestado | 41' | Willy Sagnol       |
| Amonestado | 61' | Youri Djorkaeff    |
| Amonestado | 89' | Éric Carrière      |

| Amonestado | 20' | Leonardo Lourenço Bastos |
| Amonestado | 41' | Zé María                 |
| Amonestado | 76' | Léomar Leiria            |

| Anotado | 7'  | Robert Pirès    | 1-0 |
| Anotado | 54' | Marcel Desailly | 2-1 |

| Anotado | 30' | Ramón Menezes | 1-1 |

| Árbitro             | Gamal Al-Ghandour |
| Árbitros asistentes | Mohamed Saeed     |
| Árbitros asistentes | Egon Bereuter     |

### Final

#### Japón - Francia
| 10 de junio de 2001, 19:00 | Japón | 0:1 (0:1) | Francia            | Estadio Internacional de Yokohama, Yokohama             |                                                         |
|                            |       | Reporte   | Patrick Vieira 30' | Asistencia: 65 533 espectadores Árbitro(s): Ali Bujsaim | Asistencia: 65 533 espectadores Árbitro(s): Ali Bujsaim |

| 1          | Guardameta     | Yoshikatsu Kawaguchi |     |
| 16         | Defensa        | Koji Nakata          |     |
| 4          | Defensa        | Ryuzo Morioka        |     |
| 20         | Defensa        | Yasuhiro Hato        |     |
| 14         | Defensa        | Teruyoshi Ito        |     |
| 3          | Centrocampista | Naoki Matsuda        |     |
| 18         | Centrocampista | Kazuyuki Toda        |     |
| 5          | Centrocampista | Junichi Inamoto      | 46' |
| 21         | Centrocampista | Shinji Ono           | 60' |
| 8          | Delantero      | Hiroaki Morishima    |     |
| 9          | Delantero      | Akinori Nishizawa    | 74' |
| Entrenador | Entrenador     | Philippe Troussier   |     |

| 1          | Guardameta     | Ulrich Rame        |     |
| 3          | Defensa        | Bixente Lizarazu   |     |
| 18         | Defensa        | Frank Leboeuf      |     |
| 8          | Defensa        | Marcel Desailly    |     |
| 4          | Centrocampista | Patrick Vieira     |     |
| 19         | Centrocampista | Christian Karembeu |     |
| 7          | Centrocampista | Robert Pires       |     |
| 6          | Centrocampista | Youri Djorkaeff    | 65' |
| 17         | Delantero      | Steve Marlet       | 58' |
| 9          | Delantero      | Nicolas Anelka     |     |
| 11         | Delantero      | Sylvain Wiltord    |     |
| Entrenador | Entrenador     | Roger Lemerre      |     |

| 10 | Centrocampista | Atsuhiro Miura   | 46' |
| 19 | Centrocampista | Tatsuhiko Kubo   | 60' |
| 11 | Delantero      | Masashi Nakayama | 74' |

| 22 | Delantero      | Laurent Robert | 58' |
| 10 | Centrocampista | Éric Carrière  | 65' |

| Amonestado | 36' | Naoki Matsuda     |
| Amonestado | 89' | Hiroaki Morishima |

| Amonestado | 52' | Bixente Lizarazu |

| Anotado | 30' | Patrick Vieira | 1-0 |

| Árbitro             | Ali Bujsaim    |
| Árbitros asistentes | Igor Sramka    |
| Árbitros asistentes | Awni Hassouneh |

| 1          | Guardameta     | Yoshikatsu Kawaguchi |     |
| 16         | Defensa        | Koji Nakata          |     |
| 4          | Defensa        | Ryuzo Morioka        |     |
| 20         | Defensa        | Yasuhiro Hato        |     |
| 14         | Defensa        | Teruyoshi Ito        |     |
| 3          | Centrocampista | Naoki Matsuda        |     |
| 18         | Centrocampista | Kazuyuki Toda        |     |
| 5          | Centrocampista | Junichi Inamoto      | 46' |
| 21         | Centrocampista | Shinji Ono           | 60' |
| 8          | Delantero      | Hiroaki Morishima    |     |
| 9          | Delantero      | Akinori Nishizawa    | 74' |
| Entrenador | Entrenador     | Philippe Troussier   |     |

| 1          | Guardameta     | Ulrich Rame        |     |
| 3          | Defensa        | Bixente Lizarazu   |     |
| 18         | Defensa        | Frank Leboeuf      |     |
| 8          | Defensa        | Marcel Desailly    |     |
| 4          | Centrocampista | Patrick Vieira     |     |
| 19         | Centrocampista | Christian Karembeu |     |
| 7          | Centrocampista | Robert Pires       |     |
| 6          | Centrocampista | Youri Djorkaeff    | 65' |
| 17         | Delantero      | Steve Marlet       | 58' |
| 9          | Delantero      | Nicolas Anelka     |     |
| 11         | Delantero      | Sylvain Wiltord    |     |
| Entrenador | Entrenador     | Roger Lemerre      |     |

| 10 | Centrocampista | Atsuhiro Miura   | 46' |
| 19 | Centrocampista | Tatsuhiko Kubo   | 60' |
| 11 | Delantero      | Masashi Nakayama | 74' |

| 22 | Delantero      | Laurent Robert | 58' |
| 10 | Centrocampista | Éric Carrière  | 65' |

| Amonestado | 36' | Naoki Matsuda     |
| Amonestado | 89' | Hiroaki Morishima |

| Amonestado | 52' | Bixente Lizarazu |

| Anotado | 30' | Patrick Vieira | 1-0 |

| Árbitro             | Ali Bujsaim    |
| Árbitros asistentes | Igor Sramka    |
| Árbitros asistentes | Awni Hassouneh |

| Bandera de Francia |
| Campeón Francia    |
| Primer título      |

## Estadísticas

### Posiciones
| Equipo | Equipo        | Gr. | Pts. | PJ | PG | PE | PP | GF | GC | Dif | Rend.  |
| ------ | ------------- | --- | ---- | -- | -- | -- | -- | -- | -- | --- | ------ |
| 1      | Francia       | A   | 12   | 5  | 4  | 0  | 1  | 12 | 2  | 10  | 80%    |
| 2      | Japón         | B   | 10   | 5  | 3  | 1  | 1  | 6  | 1  | 5   | 66.67% |
| 3      | Australia     | A   | 9    | 5  | 3  | 0  | 1  | 4  | 2  | 2   | 60%    |
| 4      | Brasil        | B   | 5    | 5  | 1  | 2  | 2  | 3  | 3  | 0   | 33.33% |
| 5      | Corea del Sur | A   | 6    | 3  | 2  | 0  | 1  | 3  | 6  | -3  | 66.67% |
| 6      | Camerún       | B   | 3    | 3  | 1  | 0  | 2  | 2  | 4  | -2  | 33.33% |
| 7      | Canadá        | B   | 1    | 3  | 0  | 1  | 2  | 0  | 5  | -5  | 11.11% |
| 8      | México        | A   | 0    | 3  | 0  | 0  | 3  | 1  | 8  | -7  | 0%     |

### Goleadores
| Jugador         | Goles | As. | PJ | Minuto |
| --------------- | ----- | --- | -- | ------ |
| Éric Carrière   | 2     | 2   | 4  | 234'   |
| Robert Pirès    | 2     | 2   | 5  | 362'   |
| Patrick Vieira  | 2     | 1   | 5  | 362'   |
| Sylvain Wiltord | 2     | 0   | 5  | 364'   |
| Youri Djorkaeff | 1     | 1   | 5  | 241'   |
| Nicolas Anelka  | 1     | 1   | 5  | 379'   |
| Steve Marlet    | 1     | 0   | 3  | 186'   |
| Marcel Desailly | 1     | 0   | 4  | 360'   |